# Oostdijk (Reimerswaal)
Oostdijk is een dorp in de gemeente Reimerswaal in de Nederlandse provincie Zeeland. Het dorp heeft 620 inwoners (2023) en ligt tussen Kruiningen en Krabbendijke. Tot de gemeentelijke herindeling van 1970 was Oostdijk verdeeld tussen deze twee voormalige gemeenten.
Oostdijk is een jong dorp en is gegroeid van 357 inwoners in 1980 tot bijna het dubbele 40 jaar later. Oostdijk is daarmee waarschijnlijk een van de weinige echt kleine dorpen in Nederland die een duidelijke groei vertonen.
Het dorp heeft een eigen (reformatorische) basisschool, De Bornput.
In augustus 1971 botste een intercity op een uit zijn borging geschoten vloeddeur in een dijkcoupure bij Oostdijk. 

## Watersnoodramp van 1953
De Watersnoodramp van 1953 kostte aan zes inwoners het leven. De namen van de slachtoffers staan vermeld op dorpshuis Apeldoorn. Tot 1970, toen Oostdijk onder de gemeente Reimerswaal ging vallen, liepen de grenzen van de toenmalige gemeenten Kruiningen en Krabbendijke door het dorp heen. Zodoende werden vier slachtoffers van de ramp vermeld op een gedenksteen bij de Hervormde Kerk in Kruiningen en twee op een teken in Krabbendijke. Na de watersnood schonk de gemeente Apeldoorn het eerste dorpshuis, dat uit hout was opgetrokken. Het dorpshuis is als dank naar de schenkende gemeente genoemd. Ook het huidige stenen dorpshuis heeft de naam Apeldoorn behouden. 